# West Chevington
West Chevington är en ort i civil parish Tritlington and West Chevington, i grevskapet Northumberland i England. Orten är belägen 12 km från Morpeth. West Chevington var en civil parish 1866–1995 när det uppgick i Tritlington and West Chevington. Civil parish hade 118 invånare år 1961.